# Lokaltrafikintresserades Förbund
Lokaltrafikintresserades Förbund (LTF) är en förening i Sverige, grundad 1975 för att skapa debatt och intresse kring aktuell lokaltrafik och trafikpolitik. Föreningen utger tidningen Lokaltrafikmagasinet. Sedan 1997 har man funnits på Internet.

### Fotnoter
1. ↑  ”Om LTF”. Lokaltrafikintresserades förbund. http://www.bussmicke.se/LTF/om_LTF.html. Läst 1 oktober 2017.
2. ↑  ”Lokaltrafikintresserades förbund”. Lokaltrafikintresserades förbund. http://www.bussmicke.se/LTF/. Läst 1 oktober 2017.